# Györffy Rózsa

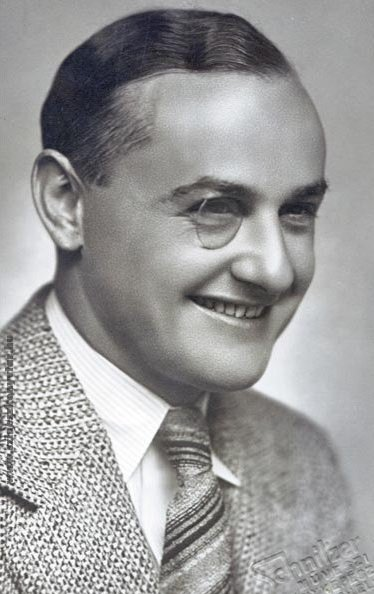
Krémer Ferenc

Györffy Rózsa (Köpec, 1923. június 30. – 2015. november 10.) magyar színésznő, írónő, Krémer Ferenc színész, rendező, színigazgató második felesége.

## Élete
Györffy Rózsa édesanyja Külley Márta, édesapja ismeretlen. A Györffy nevet nevelőapjától kapta. Első színészi fellépése a Bazilikában történt. 1938 nyarán jelentkezett Erdélyi Mihály társulatához.
Első vidéki szerződését Balogh Lászlóval kötötte, az 1939–40-es színházi évadra. Az 1940–41-es évadban Galetta Ferenc színtársulatához szerződött. 1941. ősztől Krémer Ferenchez szerződött. Később Cselle Lajos igazgatása alatt a Madách Színház előadásain szerepelt. A második világháború után az Állami Déryné Színház tagja lett. Idővel pedig íróvá lépett elő.

## Fontosabb szerepei
- Ábrahám Pál: Az utolsó Verebély lány – Annuska
- Barabás Pál: Kétezer pengős férfi – Magda
- Budai Dénes–Halász: Fityfirity – Vera, címszerep
- Dario Niccodemi: Hajnalban, délben, este
- Dario Niccodemi: Tacskó – címszerep
- Deval: Francia szobalány – Arinol
- Eisemann Mihály: Egy boldog pesti nyár – Málé Terka
- Eisemann Mihály: Fekete Péter – Claire
- Eisemann Mihály: Fiatalság bolondság – Babszi
- Erdély Mihály: Szép élet a katonaélet – Juliska
- Erdélyi Mihály: Becskereki menyecske – Judit
- Erdélyi Mihály: Csavargólány – Stefi
- Erdélyi Mihály: Hazudik a muzsikaszó – Lili
- Erdélyi Mihály: Kolozsvári dáridó – Toncsi
- Erdélyi Mihály: Vedd le a kalapod a honvéd előtt – Panni
- Eugéne Brieux – Szüle M. – Hegedűs T.: Patyolatkisasszony – Suzi
- Farkas Imre: Iglói diákok – Évike
- Farkas Imre: Lavotta szerelme – Ilona
- Farkas Imre: Nótás kapitány – Borcsa
- Fényes Szabolcs: Vén diófa – Anita Prens
- Gárdonyi Géza: A bor – Rozika
- Gyöngy Pál: Kadétszerelem – Schuller Gréte
- Halász Imre: Egyetlen éjszakára – Mimi
- Harsányi Zsolt: A bolond Ásvayné – címszerep
- Herczeg Ferenc: Kék róka – Lencsi
- Hindi András: Ilyenek a férfiak – Margó
- Hunyady Sándor: Bors István – Margit
- Huszka Jenő: Erzsébet – Lengyel grófnő
- Huszka Jenő: Gül Baba – Leila
- Huszka Jenő: Gyergyói bál – Ági
- Huszka Jenő: Mária főhadnagy – Mária, címszerep
- Jarnó György: Az erdészlány – Krisztina
- Kacsóh Pongrác: János vitéz – Iluska
- Kálmán Imre: Csárdáskirálynő – Stázi
- Kálmán Imre: Marica grófnő – Liza
- Kerecsendi Kiss Márton: Az első – Lidi
- Kodolányi János: Földindulás – Juli
- Lehár Ferenc: A mosoly országa – Mi
- Lehár Ferenc: Luxemburg grófja – Vermont Juliette
- Mártonffy Emil: Nemes Rózsa – címszerep
- Móricz Zsigmond: Légy jó mindhalálig – Sándorka
- Planquette: Ripp van Winkle – Alice
- Franz Schubert–Berté: Három a kislány – Hédi, Laurisinna
- Siliga Ferenc–Pósa Lajos: Dankó Pista – Teca
- Vaszary Gábor: Bubus – Klárika
- Zerkovitz Béla: Csókos asszony – Katóka

## Művei
- Új magyar legendárium. Szent magyarok történetei; Györffy Rózsa, Budapest, 1988
- Magyar körtánc (életregény, szerzői magánkiadás, 1994)
- Szent magyarok történetei (1996)
- Nimródtól a honfoglalásig (1996)
- Kossuth Lajos és családja. Kossuth Lajos születésének 200 éves évfordulójára; szerzői, Budapest, 2002